# Christoph Brüx

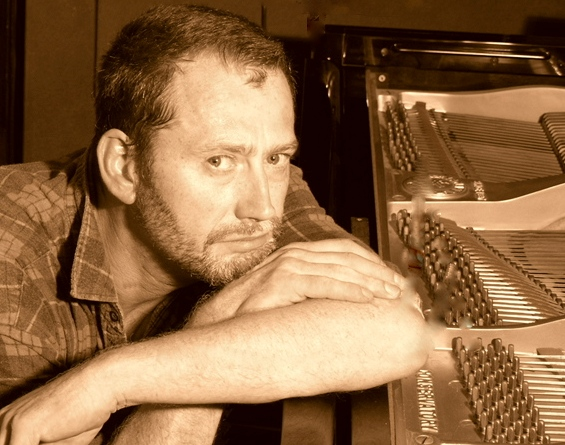
Der Bildhauer, Maler, Musiker in seinem Studio/Atelier in Hamburg

Christoph Brüx (* 13. Dezember 1965 in Sonsbeck, Niederrhein) ist ein deutscher Bildhauer und Maler, auch Komponist, Audio-Designer, Musikproduzent und Arrangeur. Er komponierte für Interpreten wie die No Angels, Matthias Reim und The Underdog Project und komponierte/produzierte Filmmusik u. a. für „TKKG – Der Club der Detektive“ und „Alina’s Traum“.

## Leben
Christoph Brüx besuchte bis 1982 die Walter-Bader-Realschule in Xanten und bis 1985 das dortige Städtische Stiftsgymnasium. Seiner musikalischen Begabung folgend, begann er früh das Klavierspiel zu erlernen und schloss später ein Musikstudium ab.

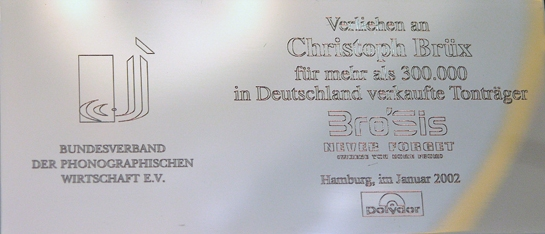
Platinplakette

In seiner Karriere komponierte er für mehrere Interpreten wie etwa
- Bro’Sis: Deren Debütalbum Never Forget (Where You Come From) wurde im Januar 2002 veröffentlicht und erreichte in Deutschland Platinstatus.
- No Angels: Das Album „Pure“ stieg 2003 sofort nach Veröffentlichung auf Platz 1 der deutschen Albumcharts und auf Platz 3 und 9 in Österreich und der Schweiz.

Brüx war außerdem für die erste Single „Summer Jam“, welche in Deutschland Goldstatus erreichte, die zweite Single Tonight und das Album „It Doesn't Matter“ von The Underdog Project verantwortlich.
In den 1990er Jahren schrieb er mehrere Titel für Matthias Reim.
Er schrieb Musik für diverse Filme (auch Industrie- und Imagefilme)
- TKKG – Der Club der Detektive (TV Detektiv-Show Deutschland) wurde 2007 für die Teilnahme am Deutschen Kinder-Medien-Festival Goldener Spatz[4] nominiert.

Ferner komponierte er die Hintergrundmusik für das Unterwasservideo „Niklas’ Theme“.
Heute lebt und arbeitet Christoph Brüx in Hamburg-Rahlstedt.

## Projekte (Auswahl)

### Forschung
Im Team um Ralph Welge (Institut für verteilte autonome Systeme & Technologien der Leuphana Universität Lüneburg) arbeitet Christoph Brüx an der Entwicklung Kooperativer Systeme, insbesondere an der Entwicklung von an den Nutzer anpassbaren Feedback- und Motivations-Systemen.

### Skulpturen und Malerei
Seit vielen Jahren schafft Christoph Brüx auch Bildende Kunst (Skulpturen, Malerei), wobei er mit verschiedenen Materialien, wie Holz, Metall, Glas experimentiert.

Skulpturen (Auswahl)
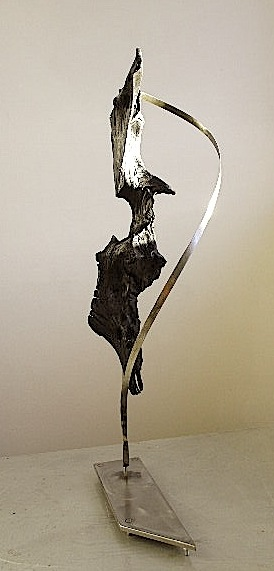
Ohne Titel
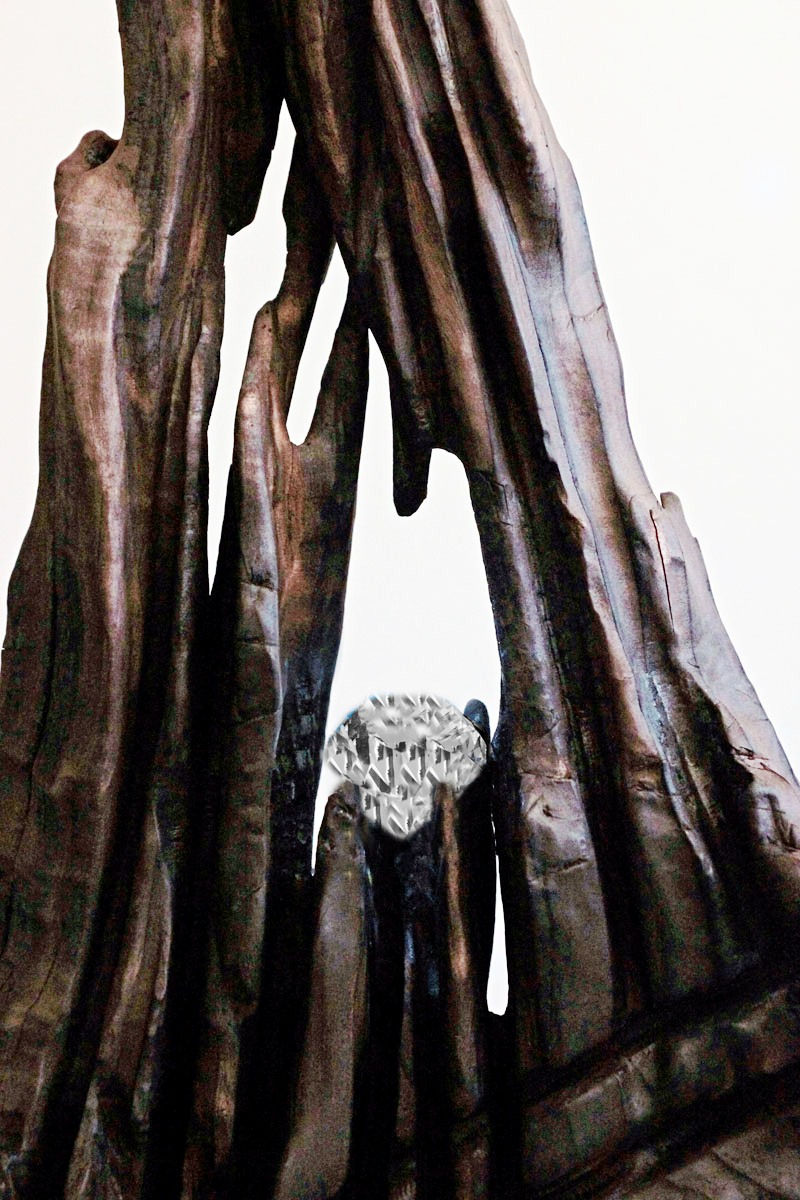
Ohne Titel
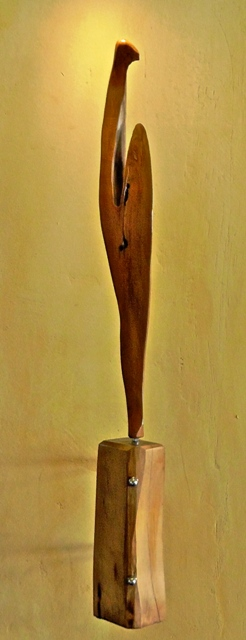
Wandleuchte
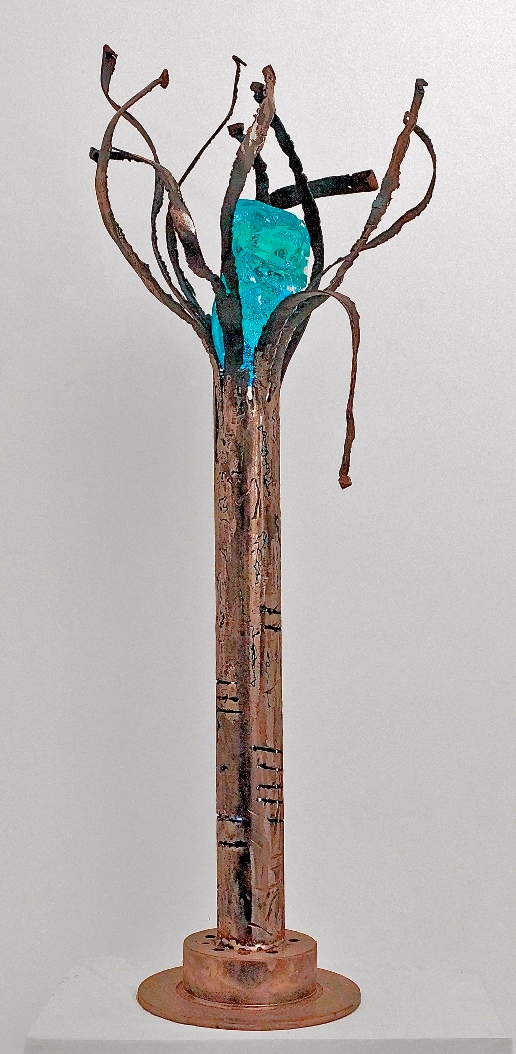
Stehleuchte
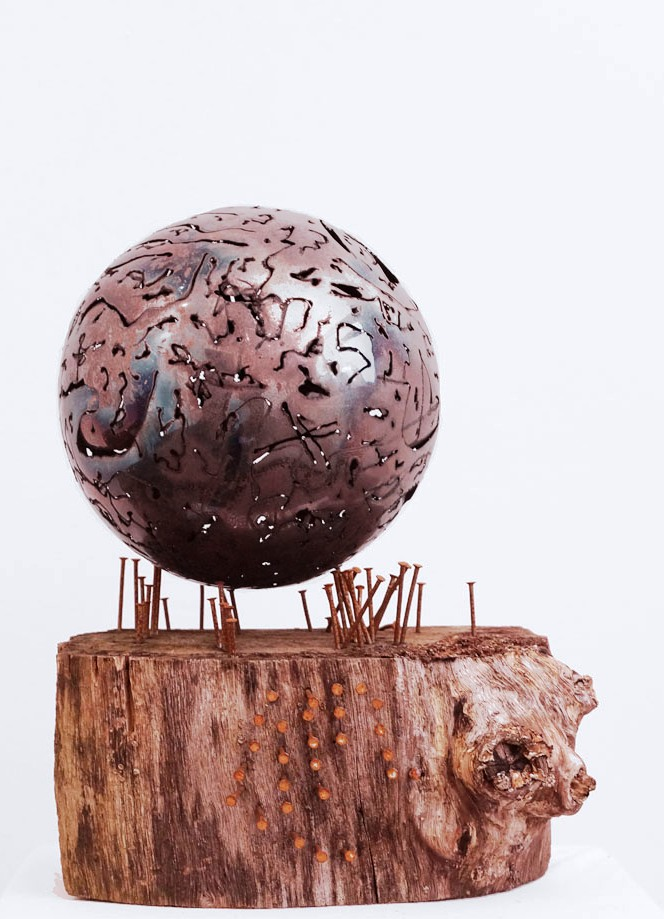
Neuaufteilung der Welt

### Bands
- SMC Unity[8]

Mitglieder: Sofie St. Claire, Matthias Menck, Christoph Brüx
- Dolphin Sound

Mitglieder: Christoph Brüx, Matthias Menck

### Diskografie (Auswahl)
| Jahr | Interpret                       | Titel                                                             |
| ---- | ------------------------------- | ----------------------------------------------------------------- |
| 1995 | Matthias Reim                   | Ist das Liebe? / Alles klar / Tina geht tanzen (Anti-Drogen-Song) |
| 1996 | Dolphin Sound                   | The Circle                                                        |
| 1997 | Matthias Reim                   | Das erste Mal / Wenn du gehen willst, musst du gehen              |
| 1998 | Sweet Sour                      | Pick A Number                                                     |
| 2000 | The Underdog Project            | Summerjam / Tonight                                               |
| 2001 | Double M.                       | Featuring Sophie* – Friday Nite                                   |
| 2001 | Brooklyn Bounce                 | Born To Bounce (Music Is My Destiny)                              |
| 2002 | Bro’Sis                         | Let Me Know / All I Wanna Know                                    |
| 2002 | The Underdog Project            | I Can’t Handle It (Alex K Mix)                                    |
| 2003 | The Underdog Project            | Winter Jam                                                        |
| 2003 | Vanessa S                       | Shining                                                           |
| 2003 | No Angels                       | Angel of Mine                                                     |
| 2004 | Novastar (2)                    | Summerjam                                                         |
| 2005 | 18auf12 feat. Gary Krosnoff     | Back to St. Pauli                                                 |
| 2006 | Tony Cook & The Trunk-O-Funk    | Cash Advance                                                      |
| 2007 | Alex Prinz u. a.                | Try to write a lovesong (Ambient)                                 |
| 2010 | 18auf12: 100 Jahre FC St. Pauli | One Hundred Beer                                                  |

Quelle: 

### Filmografie (Auswahl)
- Für die Familie (Kurzfilm Deutschland 2004)[17]
- Alina[18] (TV-Serie Deutschland 2005)
- Alinas Traum (TV-Film Deutschland 2005)
- TKKG – Der Club der Detektive (TV Detektiv-Show Deutschland 2006)

### Sonstiges
- Musik zur CD “Mentale Strategien für Ihren Erfolg”[19]
- SmartMedia-Karte Synth Power SM-MOT-02 mit Sounddaten für die Synthesizer der Motif-Reihe (Yamaha) (gemeinsam mit Peter Krischker)[20]